# Nuytsia floribunda
Nuytsia floribunda is een halfparasiet die van oorsprong uit West-Australië komt. De boom staat lokaal bekend als de Kerstboom, vanwege zijn heldere oranje bloemen in het kerstseizoen.  

## Beschrijving
Nuytsia floribunda heeft de vorm van een heester of van een boom tot tien meter hoog. De ruwe bast is grijs-bruin van kleur. Bloemen zijn levendig geel-oranje en bloeien tussen oktober en januari. Het is een fotosynthetische halfparasiet en verkrijgt zijn water en mineralen via zijn gasten.

## Taxonomie
Nuytsia floribunda behoort tot het monotypische geslacht Nuytsia. De eerste beschrijving van Nuytsia floribunda werd gepubliceerd door Jacques Labillardière in Novae Hollandiae Plantarum Specimen, als een soort van de Loranthus, een geslacht van halfparasieten. De botanicus Robert Brown gaf het de geslachtsnaam Nuytsia, naar de naam van de grond waarop het gevonden was; Pieter Nuytsland. Pieter Nuyts (1598-1655) was de belangrijkste passagier aan boord van het Zeeuwse schip 't Gulden Seepaerdt dat in 1627 een deel van de west- en zuidkust van Australië in kaart bracht. Hij werd later gouverneur van de Vereenigde Oostindische Compagnie op Formosa en burgemeester van Hulst en Hulster Ambacht.

## Verspreiding en leefomgeving
Nuytsia floribunda is bekend in het zuidwesten van Australië, waar het de Kerstboom genoemd wordt. De gebruikelijke naam buiten deze regio is die van West-Australische Kerstboom. Het uiterlijk van de boom met zijn overvloed aan bloemen is spectaculair. Hoewel de zaden snel uitkomen en zaailingen de eerste twee jaar makkelijk te kweken zijn, is de kweek tot volwassenheid moeilijk. De reden is dat het de voorkeur geeft aan de grondsoorten in Zuidwest-Australië. De plant komt daarom voornamelijk alleen voor tot aan de Esperance Vlakte in het oosten en de Geraldton Zandvlakte in het noorden van Australië.

## Gebruik
Het volk van de Nyungah gebruikte de bast om er schilden van te maken.